# Associação Desportiva Sanjoanense
L'Associação Desportiva Sanjoanense és un club de futbol portuguès de la ciutat de Sao João da Madeira. Va ser fundat el 1924 i juga a la Terceira Lliga. L'estadi del club és l'Estádio Conde Dias García.

## Dades del club
- Temporades a 1a: 4